# Nagy István (politikus, 1848–1927)
Felső-büki Nagy István (Bük, 1848. július 4. – Bük, 1927. március 9.) országgyűlési képviselő, a főrendiházi hivatal titkára, a reformkorszak kezdetéről ismert Felsőbüki Nagy Pál fia.

## Élete
Iskoláit Kőszegen kezdte, majd Sopronban folytatta, ahol a gimnáziumot végezte. A jogi tanfolyamot a pozsonyi jogakadémián hallgatta és fejezte be. Tanulmányainak végezte után büki birtokán gazdálkodással foglalkozott. Képviselőnek 1878-ban választották Sopron megye lövői kerületében és e kerületet képviselte öt országgyűlési cikluson keresztül. Eleinte pártonkívüli állást foglalt el, majd a mérsékelt ellenzék kötelékébe lépett. Az 1884-85. évi ülésszak alatt a képviselőház jegyzője volt, 1892-től 1896-ig a véderő-bizottság tagja. 1897-től a főrendiház hivatalának titkára.
Cikkei a Magyarországban (1881. 15-17. sz. Felső-büki Nagy Pál védelme); a Sopronban (1881. 6., 7. sz. Válasza a Frankenburg Adolf-féle Bécsi élményeim c. műben néhai felső-büki Nagy Pálról közlött téves életrajzi adatokra).
Országgyűlési beszédei a Naplókban vannak.